# Новая Лутава
Новая Лутава (бел. Новая Лутава) — деревня в Бывальковском сельсовете Лоевского района Гомельской области Беларуси.

## География

### Расположение
В 30 км на юго-запад от Лоева, 81 км от железнодорожной станции Речица (на линии Гомель — Калинковичи), в 106 км от Гомеля.

## Транспортная сеть
Транспортные связи по просёлочной, затем автомобильной дороге Брагин — Лоев. Планировка состоит из 2 коротких, параллельных между собой улиц, ориентированных с юго-востока на северо-запад. Застройка редкая, деревянная, усадебного типа.

## История
По письменным источникам известна с 1920-х годов, когда деревня Лутава разделилась на две: Старая Лутава и Новая Лутава. В 1931 году организован колхоз «Новая Беларусь», работала ветряная мельница. Во время Великой Отечественной войны оккупанты в 1943 году сожгли 38 дворов и убили 5 жителей. Согласно переписи 1959 года в составе колхоза Днепровец (центр — деревня Севки). До 31 декабря 2009 года в составе Севковского сельсовета.

## Население

### Численность
- 1999 год — 12 хозяйств, 20 жителей.

### Динамика
- 1930 год — 28 дворов, 155 жителей.
- 1940 год — 45 дворов, 195 жителей.
- 1959 год — 131 житель (согласно переписи).
- 1999 год — 12 хозяйств, 20 жителей.